# Jagdgeschwader 1
1-ша винищувальна ескадра «Езау» (нім. Jagdgeschwader 1 "Oesau", (JG 1) — винищувальна ескадра Люфтваффе за часів Другої світової війни. Веде свою історію від першої групи (1-ша група (I./JG1), що створена у травні 1939 року в Східній Пруссії. Ескадра вела активні бойові дії протягом усієї світової війни, маючи на озброєнні винищувачі типу Bf 109 та Fw 190. Наприкінці війни отримала перші реактивні винищувачі He 162.
З 1940 до 1942 ескадра JG 1 переважно діяла на Західному фронті та в окупованих північних країнах, й не мала серйозних боїв з повітряними силами противника. З кінця 1942 винищувальну ескадру підключили до виконання завдань із повітряної оборони Рейху. Після висадки союзників у Нормандії з'єднання було перекинуте до Франції на підтримку сухопутних військ Вермахту. У ході операції «Боденплатте» ескадра зазнала серйозних втрат.
У травні 1944 винищувальна ескадра отримала почесну приставку до назви «Езау» на честь загиблого в боях командира ескадри кавалера Лицарського хреста Залізного хреста з дубовим листям та мечами оберста Вальтера Езау (127 перемог у повітряних боях).
Загалом за ескадрою заявлено близько 700 перемог у повітряних боях.

## Історія
1-ша винищувальна ескадра «Езау» була сформована на початковому етапі Другої світової війни — 30 листопада 1939.

## Райони бойових дій
- Північна Німеччина (листопад 1939 — травень 1940);
- Франція, Голландія (травень — червень 1940);
- Велика Британія (липень — жовтень 1940)
- Північна Німеччина, Франція, Бельгія (жовтень 1940 — червень 1944);
- Франція (червень — серпень 1944);
- Німеччина, Франція, Бельгія, Голландія (серпень 1944 — травень 1945).

## Командування

### Командири
- Оберст-лейтенант Карл Шумахер (нім. Carl Schumacher) (30 листопада 1939 — 5 січня 1942);
- Майор Еріх фон Зелле (нім. Erich von Selle) (6 січня — 27 серпня 1942);
- Оберст-лейтенант, доктор Еріх Мікс (нім. Erich Mix) (27 серпня 1942 — 31 березня 1943);
- Оберст-лейтенант Ганс Філіпп (нім. Hans Philipp) (31 березня — 8 жовтня 1943);
- Майор Герман Граф (нім. Hermann Graf) (8 жовтня — 10 листопада 1943);
- Оберст Вальтер Езау (нім. Walter Oesau) (10 листопада 1943 — 11 травня 1944);
- Майор Гайнц Бер (нім. Heinz Bär) (11 — 20 травня 1944);
- Оберст Герберт Ілефельд (нім. Herbert Ihlefeld) (20 травня 1944 — 5 травня 1945).

## Бойовий склад 1-ї винищувальної ескадри «Езау»
- штаб (Stab/JG1)
- 1-ша група (I./JG1)
- 2-га група (II./JG1)
- 3-тя група (III./JG1)
- 4-та група (IV./JG1)
- 11-та висотна ескадрилья (11.(Höh.)/JG1)
- 20-та ескадрилья (20./JG1)
- навчальна ескадрилья (Erg.Gr.JG51)